# Zondervan
Zondervan é uma editora cristã evangélica. Sua sede está localizada em Grand Rapids, Estados Unidos.

## História
A Zondervan foi fundada em 1931 em Grandville, perto de Grand Rapids por dois irmãos, Peter Zondervan e Bernard Zondervan. Então o negócio começou na fazenda da família. Então ela se mudou para Grand Rapids. Em 1988, a empresa foi comprada pela HarperCollins. 